# Sahaya Thatheus Thomas
Sahaya Thatheus Thomas (ur. 6 listopada 1971 w Chinnavilai) – indyjski duchowny rzymskokatolicki, biskup Szimla i Czandigarh od 2025.

## Życiorys
Święcenia kapłańskie przyjął 13 maja 2001 roku i został inkardynowany do diecezji Kottar.

### Episkopat
12 kwietnia 2025 papież Franciszek mianował go biskupem diecezji Szimla i Czandigarh. Sakry udzielił mu 13 maja 2025 metropolita Delhi – arcybiskup Anil Couto.